# ودن‌هو
ودن‌هو (به انگلیسی: Wadenhoe) یک روستا و محله مدنی در بریتانیا است که در East Northamptonshire واقع شده‌است. ودن هو ۲۴۴ نفر جمعیت دارد.